# 1429
Portal Geschichte | Portal Biografien | Aktuelle Ereignisse | Jahreskalender | Tagesartikel

◄ |
14. Jahrhundert |
15. Jahrhundert
| 16. Jahrhundert | ►

◄ |
1390er |
1400er |
1410er |
1420er
| 1430er | 1440er | 1450er | ►

◄◄ |
◄ |
1425 |
1426 |
1427 |
1428 |
1429
| 1430 | 1431 | 1432 | 1433 | ► | ►►
Staatsoberhäupter  · Nekrolog
| Januar | Januar | Januar | Januar | Januar | Januar | Januar | Januar |
| Kw     | Mo     | Di     | Mi     | Do     | Fr     | Sa     | So     |
| ------ | ------ | ------ | ------ | ------ | ------ | ------ | ------ |
| 53     |        |        |        |        |        | 1      | 2      |
| 1      | 3      | 4      | 5      | 6      | 7      | 8      | 9      |
| 2      | 10     | 11     | 12     | 13     | 14     | 15     | 16     |
| 3      | 17     | 18     | 19     | 20     | 21     | 22     | 23     |
| 4      | 24     | 25     | 26     | 27     | 28     | 29     | 30     |
| 5      | 31     |        |        |        |        |        |        |

| Februar | Februar | Februar | Februar | Februar | Februar | Februar | Februar |
| Kw      | Mo      | Di      | Mi      | Do      | Fr      | Sa      | So      |
| ------- | ------- | ------- | ------- | ------- | ------- | ------- | ------- |
| 5       |         | 1       | 2       | 3       | 4       | 5       | 6       |
| 6       | 7       | 8       | 9       | 10      | 11      | 12      | 13      |
| 7       | 14      | 15      | 16      | 17      | 18      | 19      | 20      |
| 8       | 21      | 22      | 23      | 24      | 25      | 26      | 27      |
| 9       | 28      |         |         |         |         |         |         |

| März | März | März | März | März | März | März | März |
| Kw   | Mo   | Di   | Mi   | Do   | Fr   | Sa   | So   |
| ---- | ---- | ---- | ---- | ---- | ---- | ---- | ---- |
| 9    |      | 1    | 2    | 3    | 4    | 5    | 6    |
| 10   | 7    | 8    | 9    | 10   | 11   | 12   | 13   |
| 11   | 14   | 15   | 16   | 17   | 18   | 19   | 20   |
| 12   | 21   | 22   | 23   | 24   | 25   | 26   | 27   |
| 13   | 28   | 29   | 30   | 31   |      |      |      |

| April | April | April | April | April | April | April | April |
| Kw    | Mo    | Di    | Mi    | Do    | Fr    | Sa    | So    |
| ----- | ----- | ----- | ----- | ----- | ----- | ----- | ----- |
| 13    |       |       |       |       | 1     | 2     | 3     |
| 14    | 4     | 5     | 6     | 7     | 8     | 9     | 10    |
| 15    | 11    | 12    | 13    | 14    | 15    | 16    | 17    |
| 16    | 18    | 19    | 20    | 21    | 22    | 23    | 24    |
| 17    | 25    | 26    | 27    | 28    | 29    | 30    |       |

| Mai | Mai | Mai | Mai | Mai | Mai | Mai | Mai |
| Kw  | Mo  | Di  | Mi  | Do  | Fr  | Sa  | So  |
| --- | --- | --- | --- | --- | --- | --- | --- |
| 17  |     |     |     |     |     |     | 1   |
| 18  | 2   | 3   | 4   | 5   | 6   | 7   | 8   |
| 19  | 9   | 10  | 11  | 12  | 13  | 14  | 15  |
| 20  | 16  | 17  | 18  | 19  | 20  | 21  | 22  |
| 21  | 23  | 24  | 25  | 26  | 27  | 28  | 29  |
| 22  | 30  | 31  |     |     |     |     |     |

| Juni | Juni | Juni | Juni | Juni | Juni | Juni | Juni |
| Kw   | Mo   | Di   | Mi   | Do   | Fr   | Sa   | So   |
| ---- | ---- | ---- | ---- | ---- | ---- | ---- | ---- |
| 22   |      |      | 1    | 2    | 3    | 4    | 5    |
| 23   | 6    | 7    | 8    | 9    | 10   | 11   | 12   |
| 24   | 13   | 14   | 15   | 16   | 17   | 18   | 19   |
| 25   | 20   | 21   | 22   | 23   | 24   | 25   | 26   |
| 26   | 27   | 28   | 29   | 30   |      |      |      |

| Juli | Juli | Juli | Juli | Juli | Juli | Juli | Juli |
| Kw   | Mo   | Di   | Mi   | Do   | Fr   | Sa   | So   |
| ---- | ---- | ---- | ---- | ---- | ---- | ---- | ---- |
| 26   |      |      |      |      | 1    | 2    | 3    |
| 27   | 4    | 5    | 6    | 7    | 8    | 9    | 10   |
| 28   | 11   | 12   | 13   | 14   | 15   | 16   | 17   |
| 29   | 18   | 19   | 20   | 21   | 22   | 23   | 24   |
| 30   | 25   | 26   | 27   | 28   | 29   | 30   | 31   |

| August | August | August | August | August | August | August | August |
| Kw     | Mo     | Di     | Mi     | Do     | Fr     | Sa     | So     |
| ------ | ------ | ------ | ------ | ------ | ------ | ------ | ------ |
| 31     | 1      | 2      | 3      | 4      | 5      | 6      | 7      |
| 32     | 8      | 9      | 10     | 11     | 12     | 13     | 14     |
| 33     | 15     | 16     | 17     | 18     | 19     | 20     | 21     |
| 34     | 22     | 23     | 24     | 25     | 26     | 27     | 28     |
| 35     | 29     | 30     | 31     |        |        |        |        |

| September | September | September | September | September | September | September | September |
| Kw        | Mo        | Di        | Mi        | Do        | Fr        | Sa        | So        |
| --------- | --------- | --------- | --------- | --------- | --------- | --------- | --------- |
| 35        |           |           |           | 1         | 2         | 3         | 4         |
| 36        | 5         | 6         | 7         | 8         | 9         | 10        | 11        |
| 37        | 12        | 13        | 14        | 15        | 16        | 17        | 18        |
| 38        | 19        | 20        | 21        | 22        | 23        | 24        | 25        |
| 39        | 26        | 27        | 28        | 29        | 30        |           |           |

| Oktober | Oktober | Oktober | Oktober | Oktober | Oktober | Oktober | Oktober |
| Kw      | Mo      | Di      | Mi      | Do      | Fr      | Sa      | So      |
| ------- | ------- | ------- | ------- | ------- | ------- | ------- | ------- |
| 39      |         |         |         |         |         | 1       | 2       |
| 40      | 3       | 4       | 5       | 6       | 7       | 8       | 9       |
| 41      | 10      | 11      | 12      | 13      | 14      | 15      | 16      |
| 42      | 17      | 18      | 19      | 20      | 21      | 22      | 23      |
| 43      | 24      | 25      | 26      | 27      | 28      | 29      | 30      |
| 44      | 31      |         |         |         |         |         |         |

| November | November | November | November | November | November | November | November |
| Kw       | Mo       | Di       | Mi       | Do       | Fr       | Sa       | So       |
| -------- | -------- | -------- | -------- | -------- | -------- | -------- | -------- |
| 44       |          | 1        | 2        | 3        | 4        | 5        | 6        |
| 45       | 7        | 8        | 9        | 10       | 11       | 12       | 13       |
| 46       | 14       | 15       | 16       | 17       | 18       | 19       | 20       |
| 47       | 21       | 22       | 23       | 24       | 25       | 26       | 27       |
| 48       | 28       | 29       | 30       |          |          |          |          |

| Dezember | Dezember | Dezember | Dezember | Dezember | Dezember | Dezember | Dezember |
| Kw       | Mo       | Di       | Mi       | Do       | Fr       | Sa       | So       |
| -------- | -------- | -------- | -------- | -------- | -------- | -------- | -------- |
| 48       |          |          |          | 1        | 2        | 3        | 4        |
| 49       | 5        | 6        | 7        | 8        | 9        | 10       | 11       |
| 50       | 12       | 13       | 14       | 15       | 16       | 17       | 18       |
| 51       | 19       | 20       | 21       | 22       | 23       | 24       | 25       |
| 52       | 26       | 27       | 28       | 29       | 30       | 31       |          |

| Januar | Januar | Januar | Januar | Januar | Januar | Januar | Januar |
| Kw     | Mo     | Di     | Mi     | Do     | Fr     | Sa     | So     |
| ------ | ------ | ------ | ------ | ------ | ------ | ------ | ------ |
| 53     |        |        |        |        |        | 1      | 2      |
| 1      | 3      | 4      | 5      | 6      | 7      | 8      | 9      |
| 2      | 10     | 11     | 12     | 13     | 14     | 15     | 16     |
| 3      | 17     | 18     | 19     | 20     | 21     | 22     | 23     |
| 4      | 24     | 25     | 26     | 27     | 28     | 29     | 30     |
| 5      | 31     |        |        |        |        |        |        |

| Februar | Februar | Februar | Februar | Februar | Februar | Februar | Februar |
| Kw      | Mo      | Di      | Mi      | Do      | Fr      | Sa      | So      |
| ------- | ------- | ------- | ------- | ------- | ------- | ------- | ------- |
| 5       |         | 1       | 2       | 3       | 4       | 5       | 6       |
| 6       | 7       | 8       | 9       | 10      | 11      | 12      | 13      |
| 7       | 14      | 15      | 16      | 17      | 18      | 19      | 20      |
| 8       | 21      | 22      | 23      | 24      | 25      | 26      | 27      |
| 9       | 28      |         |         |         |         |         |         |

| März | März | März | März | März | März | März | März |
| Kw   | Mo   | Di   | Mi   | Do   | Fr   | Sa   | So   |
| ---- | ---- | ---- | ---- | ---- | ---- | ---- | ---- |
| 9    |      | 1    | 2    | 3    | 4    | 5    | 6    |
| 10   | 7    | 8    | 9    | 10   | 11   | 12   | 13   |
| 11   | 14   | 15   | 16   | 17   | 18   | 19   | 20   |
| 12   | 21   | 22   | 23   | 24   | 25   | 26   | 27   |
| 13   | 28   | 29   | 30   | 31   |      |      |      |

| April | April | April | April | April | April | April | April |
| Kw    | Mo    | Di    | Mi    | Do    | Fr    | Sa    | So    |
| ----- | ----- | ----- | ----- | ----- | ----- | ----- | ----- |
| 13    |       |       |       |       | 1     | 2     | 3     |
| 14    | 4     | 5     | 6     | 7     | 8     | 9     | 10    |
| 15    | 11    | 12    | 13    | 14    | 15    | 16    | 17    |
| 16    | 18    | 19    | 20    | 21    | 22    | 23    | 24    |
| 17    | 25    | 26    | 27    | 28    | 29    | 30    |       |

| Mai | Mai | Mai | Mai | Mai | Mai | Mai | Mai |
| Kw  | Mo  | Di  | Mi  | Do  | Fr  | Sa  | So  |
| --- | --- | --- | --- | --- | --- | --- | --- |
| 17  |     |     |     |     |     |     | 1   |
| 18  | 2   | 3   | 4   | 5   | 6   | 7   | 8   |
| 19  | 9   | 10  | 11  | 12  | 13  | 14  | 15  |
| 20  | 16  | 17  | 18  | 19  | 20  | 21  | 22  |
| 21  | 23  | 24  | 25  | 26  | 27  | 28  | 29  |
| 22  | 30  | 31  |     |     |     |     |     |

| Juni | Juni | Juni | Juni | Juni | Juni | Juni | Juni |
| Kw   | Mo   | Di   | Mi   | Do   | Fr   | Sa   | So   |
| ---- | ---- | ---- | ---- | ---- | ---- | ---- | ---- |
| 22   |      |      | 1    | 2    | 3    | 4    | 5    |
| 23   | 6    | 7    | 8    | 9    | 10   | 11   | 12   |
| 24   | 13   | 14   | 15   | 16   | 17   | 18   | 19   |
| 25   | 20   | 21   | 22   | 23   | 24   | 25   | 26   |
| 26   | 27   | 28   | 29   | 30   |      |      |      |

| Juli | Juli | Juli | Juli | Juli | Juli | Juli | Juli |
| Kw   | Mo   | Di   | Mi   | Do   | Fr   | Sa   | So   |
| ---- | ---- | ---- | ---- | ---- | ---- | ---- | ---- |
| 26   |      |      |      |      | 1    | 2    | 3    |
| 27   | 4    | 5    | 6    | 7    | 8    | 9    | 10   |
| 28   | 11   | 12   | 13   | 14   | 15   | 16   | 17   |
| 29   | 18   | 19   | 20   | 21   | 22   | 23   | 24   |
| 30   | 25   | 26   | 27   | 28   | 29   | 30   | 31   |

| August | August | August | August | August | August | August | August |
| Kw     | Mo     | Di     | Mi     | Do     | Fr     | Sa     | So     |
| ------ | ------ | ------ | ------ | ------ | ------ | ------ | ------ |
| 31     | 1      | 2      | 3      | 4      | 5      | 6      | 7      |
| 32     | 8      | 9      | 10     | 11     | 12     | 13     | 14     |
| 33     | 15     | 16     | 17     | 18     | 19     | 20     | 21     |
| 34     | 22     | 23     | 24     | 25     | 26     | 27     | 28     |
| 35     | 29     | 30     | 31     |        |        |        |        |

| September | September | September | September | September | September | September | September |
| Kw        | Mo        | Di        | Mi        | Do        | Fr        | Sa        | So        |
| --------- | --------- | --------- | --------- | --------- | --------- | --------- | --------- |
| 35        |           |           |           | 1         | 2         | 3         | 4         |
| 36        | 5         | 6         | 7         | 8         | 9         | 10        | 11        |
| 37        | 12        | 13        | 14        | 15        | 16        | 17        | 18        |
| 38        | 19        | 20        | 21        | 22        | 23        | 24        | 25        |
| 39        | 26        | 27        | 28        | 29        | 30        |           |           |

| Oktober | Oktober | Oktober | Oktober | Oktober | Oktober | Oktober | Oktober |
| Kw      | Mo      | Di      | Mi      | Do      | Fr      | Sa      | So      |
| ------- | ------- | ------- | ------- | ------- | ------- | ------- | ------- |
| 39      |         |         |         |         |         | 1       | 2       |
| 40      | 3       | 4       | 5       | 6       | 7       | 8       | 9       |
| 41      | 10      | 11      | 12      | 13      | 14      | 15      | 16      |
| 42      | 17      | 18      | 19      | 20      | 21      | 22      | 23      |
| 43      | 24      | 25      | 26      | 27      | 28      | 29      | 30      |
| 44      | 31      |         |         |         |         |         |         |

| November | November | November | November | November | November | November | November |
| Kw       | Mo       | Di       | Mi       | Do       | Fr       | Sa       | So       |
| -------- | -------- | -------- | -------- | -------- | -------- | -------- | -------- |
| 44       |          | 1        | 2        | 3        | 4        | 5        | 6        |
| 45       | 7        | 8        | 9        | 10       | 11       | 12       | 13       |
| 46       | 14       | 15       | 16       | 17       | 18       | 19       | 20       |
| 47       | 21       | 22       | 23       | 24       | 25       | 26       | 27       |
| 48       | 28       | 29       | 30       |          |          |          |          |

| Dezember | Dezember | Dezember | Dezember | Dezember | Dezember | Dezember | Dezember |
| Kw       | Mo       | Di       | Mi       | Do       | Fr       | Sa       | So       |
| -------- | -------- | -------- | -------- | -------- | -------- | -------- | -------- |
| 48       |          |          |          | 1        | 2        | 3        | 4        |
| 49       | 5        | 6        | 7        | 8        | 9        | 10       | 11       |
| 50       | 12       | 13       | 14       | 15       | 16       | 17       | 18       |
| 51       | 19       | 20       | 21       | 22       | 23       | 24       | 25       |
| 52       | 26       | 27       | 28       | 29       | 30       | 31       |          |

Das Jahr 1429 bringt den Wendepunkt zugunsten Frankreichs im Hundertjährigen Krieg. Der charismatischen Kriegerin Jeanne d’Arc gelingt es, die englische Belagerung von Orléans zu durchbrechen, die Stadt zu entsetzen und in mehreren darauf folgenden Schlachten die Truppen der Engländer nach Norden zurückzuschlagen. Im Sommer wird Karl VII. in Reims zum König von Frankreich gekrönt.

## Ereignisse

### Politik und Weltgeschehen

#### Hundertjähriger Krieg

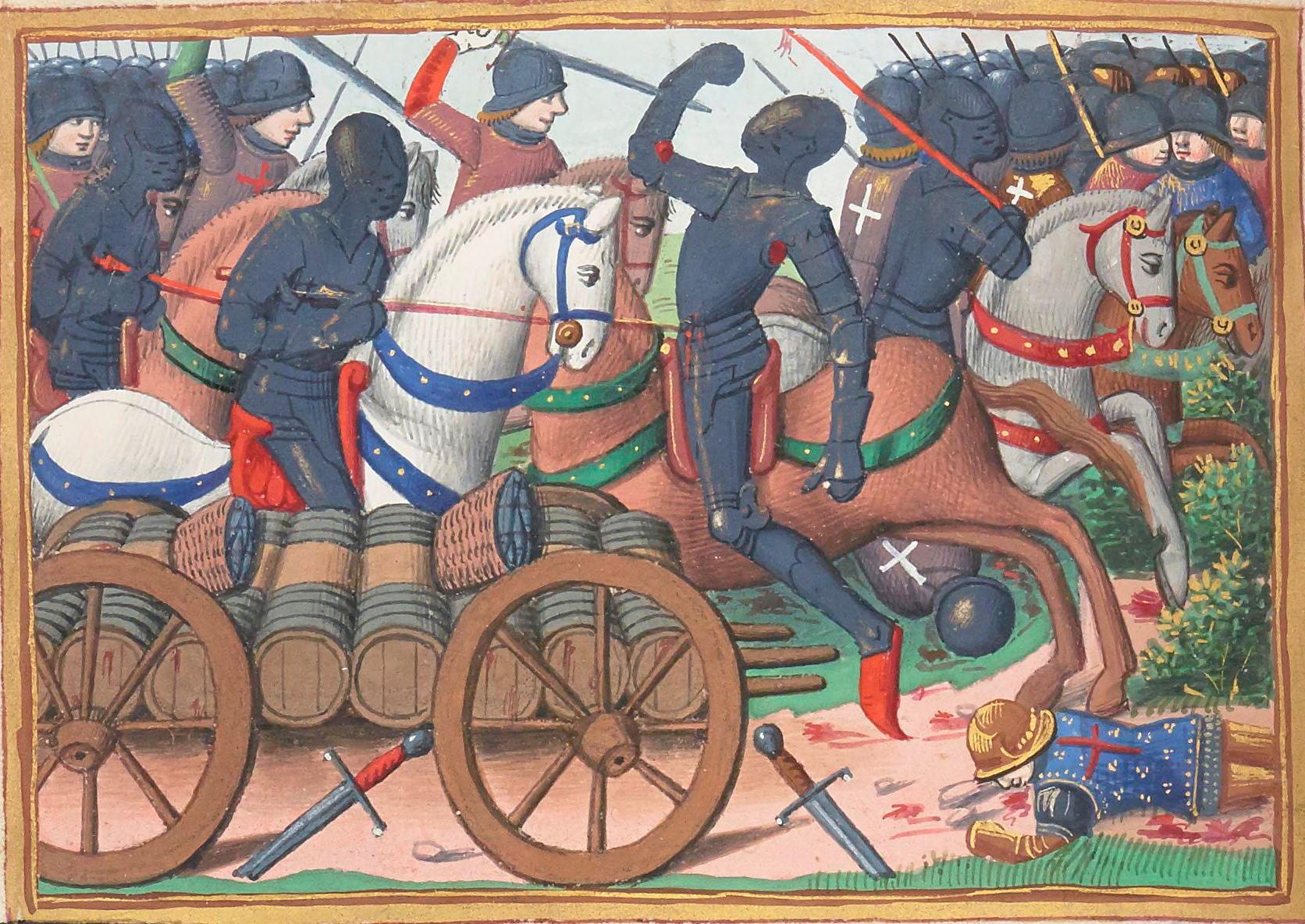
Die Schlacht der Heringe in einer zeitgenössischen Darstellung

- 12. Februar: In der Schlacht der Heringe während der Belagerung von Orléans im Hundertjährigen Krieg siegen englische Truppen unter John Fastolf über ein gemeinsames französisch-schottisches Heer unter dem Befehl von Charles I. de Bourbon, das versucht, einen englischen Versorgungstross mit Heringen für den Belagerungsring von Orléans abzufangen.
- 29. April: Wider Erwarten gelingt es Jeanne d’Arc, aus Chinon kommend, in Begleitung ihrer Brüder Jean und Pierre mit einem Provianttrupp die englische Belagerung von Orléans zu durchbrechen. Ihre anfänglichen Bemühungen, mit Botschaften die Engländer zum Abzug zu bewegen werden von beiden Kommandanten belächelt.

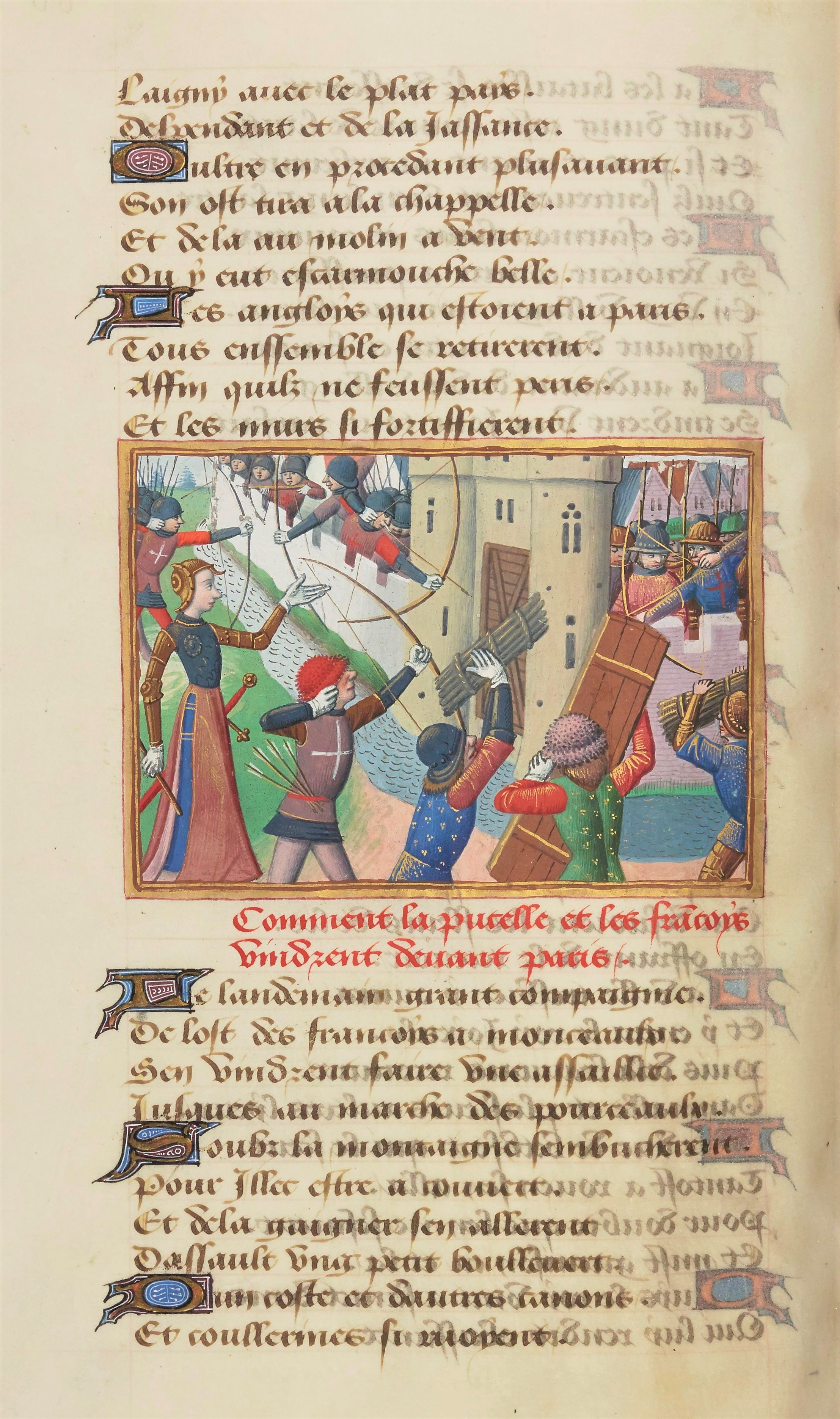
Jeanne d’Arc mit französischen Truppen bei der Bekämpfung der Belagerer

- Am 4. Mai wird die einzige auf der Ostseite der Stadt gelegene englische Bastion Saint-Loup von den Franzosen eingenommen, der erste französische Erfolg seit mehreren Monaten. Nach einer eintägigen Pause am Himmelfahrtstag werden die Kämpfe am 6. Mai wieder aufgenommen, mit dem Ergebnis, dass die Engländer sich in die Festung Les Tourelles zurückziehen müssen, wobei sie die anderen südlich der Loire gelegenen Festungen aufgeben.
- 7. Mai: Die Franzosen erstürmen Les Tourelles. Jeanne d’Arc wird dabei durch einen Pfeil verwundet.
- 8. Mai: Die Engländer geben nach sieben Monaten die Belagerung von Orléans auf, was eine Wende im Hundertjährigen Krieg bedeutet. Ihr Heerführer William Glasdale ist tags zuvor in seiner Rüstung beim Einsturz einer in Flammen geratenen Brücke ertrunken.

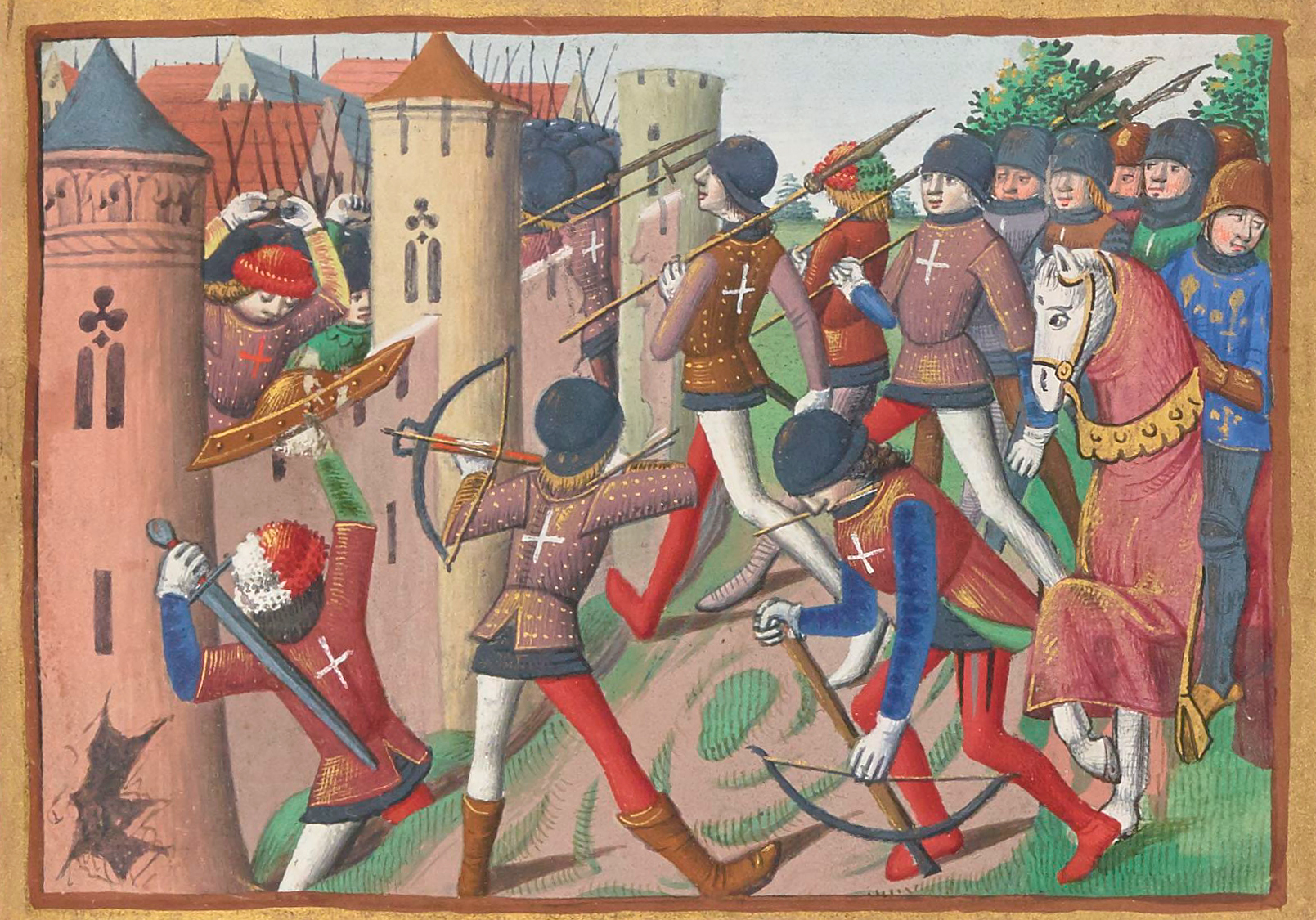
Miniatur der Schlacht von Jargeau, 1508

- 12. Juni: Nachdem im Hundertjährigen Krieg die angreifenden Franzosen tags zuvor von den englischen Verteidigern in die Flucht geschlagen worden sind, gelingt den Zurückgekehrten beim zweiten Angriff der Sieg in der Schlacht von Jargeau. Die von Jeanne d’Arc und dem Herzog Jean II. de Alençon herangeführten Franzosen kontrollieren danach die strategisch wichtige Brücke bei Jargeau über die Loire.
- 15. Juni: Die Schlacht von Meung-sur-Loire bringt einen weiteren Sieg für die Franzosen unter der Führung von Jeanne d’Arc.
- 17. Juni: Nach der zweitägigen Schlacht von Beaugency gegen eine englische Besatzung bekommen die Franzosen einen weiteren Übergang über die Loire unter Kontrolle.

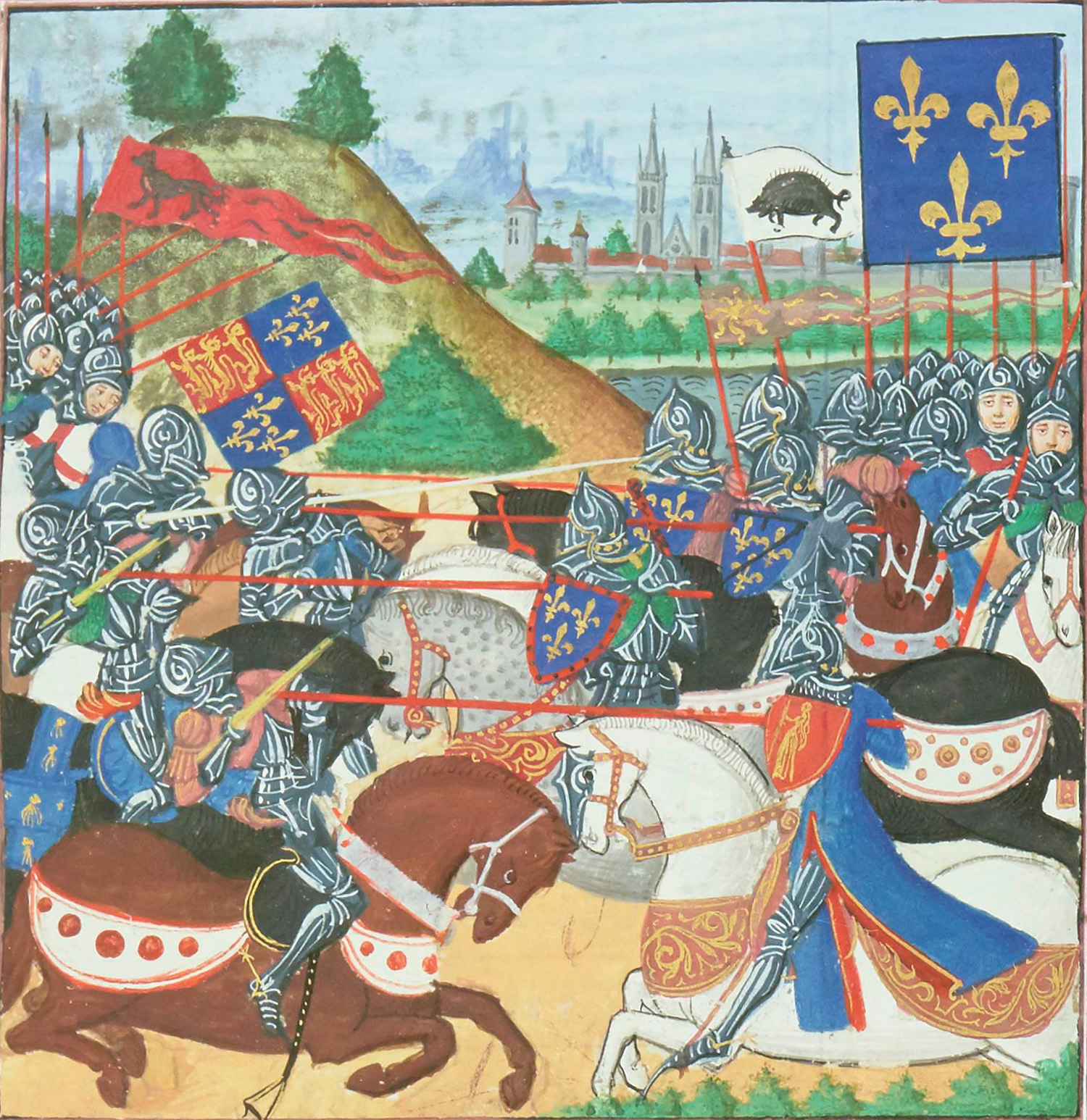
Die Schlacht bei Patay in einer zeitgenössischen Darstellung

- 18. Juni: Die Schlacht bei Patay gewinnt im Hundertjährigen Krieg unter maßgeblichem Einfluss von Jeanne d’Arc die französische Streitmacht gegenüber den englischen Truppen unter Sir John Fastolf und John Talbot. Die Engländer werden beim Kampf um Orléans nach Norden abgedrängt.

Jeanne d’Arc bei der Krönung Karls VII: Historiengemälde von Dominique Ingres

- 17. Juli: Karl VII. wird in Reims zum König von Frankreich gekrönt.
- 6. November: Heinrich VI. wird als knapp Achtjähriger in der Westminster Abbey zum englischen König gekrönt.

#### Dänisch-Hanseatischer Krieg
- 4. bis 8. Mai: Im Seegefecht beim Dänholm im Dänisch-Hanseatischen Krieg erleidet die dänisch-schwedische Flotte eine neuerliche Niederlage.

#### Heiliges Römisches Reich
- 26. April: Im Preßburger Schiedsspruch verfügt der römisch-deutsche König Sigismund die Verteilung des ehemaligen Herzogtums Straubing-Holland an die Herzöge der anderen bayerischen Herzogtümer Bayern-München, Bayern-Landshut und Bayern-Ingolstadt.
- August: Ein Heer der Hussiten belagert die Stadt Dresden, welche nicht einzunehmen ist. Es werden allerdings Altendresden, das elbsorbische Dorf um die Frauenkirche sowie zahlreiche weitere Dörfer der Umgebung eingeäschert.
- 12. Oktober: Ein Heer von 4.000 Hussiten erscheint in der Zeit der Hussitenkriege vor der Stadt Bautzen und verlangt die Übergabe des Ortes. Als dies verweigert wird, beginnt die erste Belagerung von Bautzen. Der Tod des von zwei Pfeilen getroffenen Heerführers führt nach drei Tagen zum Abzug der Hussiten.

#### Ersturkundliche Erwähnungen
- Aire-la-Ville und Les Breuleux werden erstmals urkundlich erwähnt.

#### Kleinasien / Mittelmeer
- Von der genuesischen Kolonie Kaffa auf der Krim aus, wo er sich nach einem versuchten Putsch im Exil befunden hat, kehrt Johannes, der Sohn von Alexios IV., dem Kaiser und Großkomnenen von Trapezunt, mit einer mit Söldnern besetzten Galeere nach Trapezunt zurück. Seinen Vater, der ihm nach der Landung mit loyalen Truppen entgegenzieht, lässt er mit Hilfe einiger zu ihm übergelaufener trapezuntischer Adeliger im Schlaf ermorden. Sein Bruder Alexander, zwischenzeitlich zum Thronerben ernannt, kann den Genuesen nichts entgegensetzen und flieht, so dass Johannes Ende Oktober als Johannes IV. zum neuen Kaiser von Trapezunt ausgerufen wird. Eine seiner ersten Amtshandlungen ist die Bestrafung der Mörder seines Vaters, dem er ein feierliches Begräbnis ausrichtet.
- Eine maurische Flotte versucht vergeblich, Malta zu erobern.

#### Afrika
- Herbst: Andreas wird nach dem Tod seines Vaters Isaak für nur sechs Monate Negus negest von Äthiopien aus der Salomonischen Dynastie.

#### Ostasien
- König Shō Hashi des vereinten Reiches Chūzan/Hokuzan auf der Insel Okinawa erobert das benachbarte Nanzan und gründet das Königreich Ryūkyū. Damit endet die Sanzan-Zeit auf den Ryūkyū-Inseln.

### Wirtschaft
- König Erik VII. von Dänemark führt den Sundzoll ein. Von nun an haben alle nicht-dänischen Schiffe, die den Öresund durchfahren, in Helsingør einen Schiffszoll zu entrichten.

## Geboren

### Geburtsdatum gesichert
- 27. Februar: Giovanni Antonio Campano, italienischer Humanist und Bischof († 1477)
- 15. März: Donato Acciaiuoli, Florentiner Gelehrter († 1478)
- 7. Mai: Giovanni Pontano, italienischer Gelehrter, Humanist († 1503)
- 1. Oktober: Andreas Proles, sächsischer Theologe († 1503)

### Genaues Geburtsdatum unbekannt
- Ambrogio Contarini, venezianischer Diplomat und Reisender († 1499)
- Henry FitzHugh, englischer Adeliger († 1472)
- Gorampa Sönam Sengge, Meister der Sakya-Schule des tibetischen Buddhismus (gest. 1489)
- Peter von Coimbra, portugiesischer Adeliger, Politiker, Militär, Prosaschriftsteller und Dichter († 1466)
- Peter Rinck, Jurist und Rektor an der Universität zu Köln († 1501)
- Bertrando de’ Rossi, italienischer Adliger und Graf von Berceto († 1502)

### Geboren um 1429
- Gentile Bellini, venezianischer Maler und Medailleur († 1507)
- Thomas Neville, englischer Ritter († 1460)
- Guiniforte Solari, italienischer Architekt und Bildhauer († 1481)
- 1429/30: Niccolò Perotti, italienischer Humanist und Dichter († 1480)

## Gestorben

### Todesdatum gesichert
- 8. Februar: Eberhard IV. von Starhemberg, Erzbischof von Salzburg (* 1360)
- 7. Mai: Friedrich Theis von Thesingen, Bischof von Lavant und von Chiemsee (* um 1365)
- 15. Juni: Albrecht I. von Hohenlohe-Weikersheim, fränkischer Kanoniker und Edelmann (* um 1368)
- 15. Juni: Paulus Venetus, italienischer Philosoph und Theologe (* um 1369/72)
- 19. Juni: Heinrich III. von Wangelin, Bischof im Bistum Schwerin und erster Kanzler der Universität Rostock
- 22. Juni: Dschamschid Masʿud al-Kaschi, persischer Arzt, Mathematiker und Astronom (* um 1380)
- 2. Juli: Philipp I., deutscher Adliger, Graf von Nassau-Saarbrücken (* um 1368)
- 4. Juli: Carlo I. Tocco, Pfalzgraf von Kefalonia und Zakynthos, Despot von Epirus (* 1374/77)
- 12. Juli: Jean Gerson, französischer Theologe, Mystiker und Kanzler der Pariser Sorbonne (* 1363)
- 25. Juli: Alain VIII. de Rohan, Gouverneur der Bretagne (* vor 1379)
- 9. August: Jakob von Mies, tschechischer Priester und Schriftsteller (* um 1372)
- 11. August: Simon IV. zur Lippe, Landesherr der Herrschaft Lippe (* um 1404)
- 28. September: Cimburgis von Masowien, Herzogin von Österreich (* um 1394/97)
- 8. Dezember: Janusz I. Starszy, Herzog von Masowien zu Warschau (* um 1346)

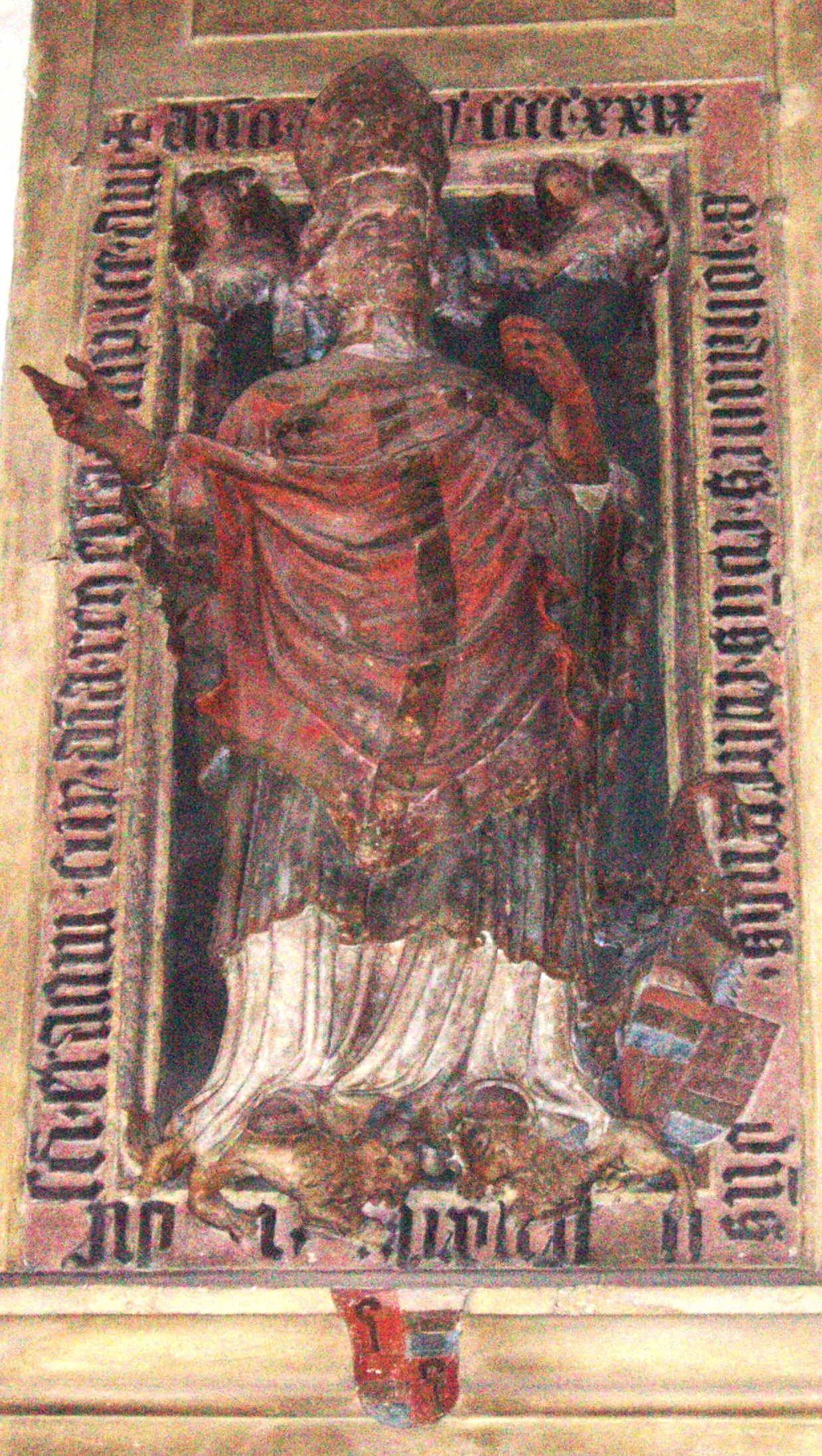
Grabdenkmal Johann II. von Heideck im Dom zu Eichstätt
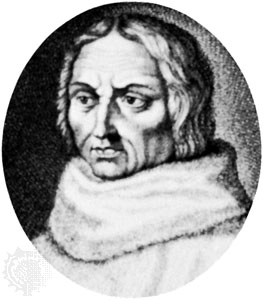
Jean Gerson
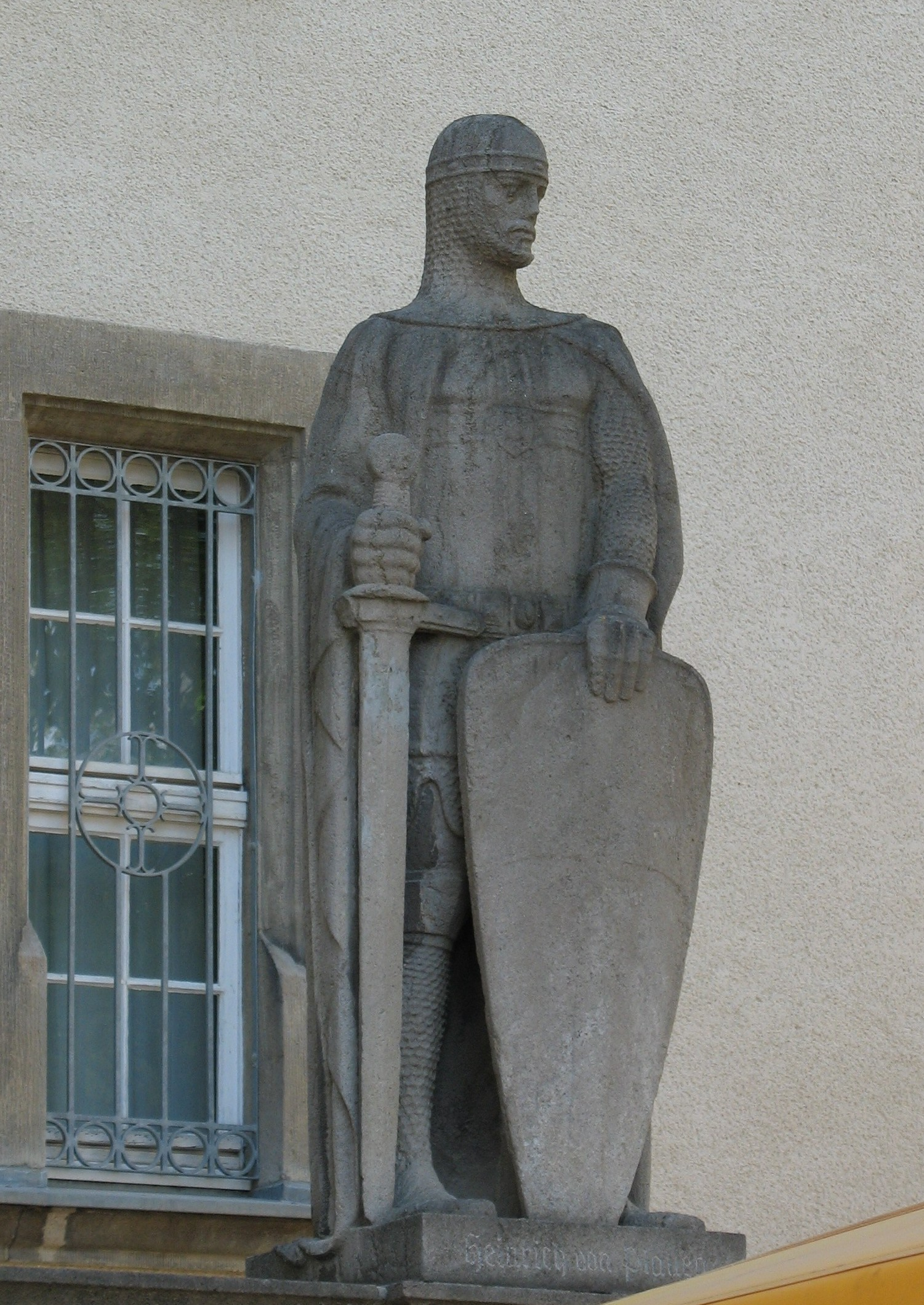
Standbild Heinrichs des Älteren von Plauen

### Genaues Todesdatum unbekannt
- Alexios IV., Kaiser von Trapezunt (* 1382)
- Boček III. von Podiebrad, böhmisch-mährischer Adliger
- Heinrich der Ältere von Plauen, 27. Hochmeister des Deutschen Ordens (* 1370)
- Isaak, Kaiser von Äthiopien
- Phommathat, vierter König von Lan Xang
- Hermann von Sulz, österreichischer Adeliger